# Elton Kabangu
Elton Daniël Kabangu (Kortrijk, 8 februari 1998) is een Congolees-Belgisch voetballer die doorgaans als aanvaller speelt. Hij verkaste in 2023 transfervrij van Willem II naar Union Sint-Gillis.

## Carrière
Elton Kabangu speelt in de jeugd van KAA Gent, waar hij in het seizoen 2016/17 één wedstrijd op de bank zat. Gent verhuurde hem in het seizoen 2017/18 aan FC Eindhoven. Hij debuteerde op 18 augustus 2017, in de met 2-2 gelijkgespeelde thuiswedstrijd tegen Telstar. Hij kwam in de 40e minuut in het veld voor Augustine Loof bij een 0-1 achterstand, en scoorde beide doelpunten voor FC Eindhoven.
Op 27 augustus 2019 tekende hij voor drie jaar bij de Tilburgse club Willem II
In juni 2023 maakte Kabangu transfervrij de overstap naar de Belgische club Union Sint-Gillis, waar hij een contract tekende van drie jaar.

## Clubstatistieken
| Seizoen        | Club              | Land           | Competitie      | Competitie | Competitie | Beker | Beker | Europees | Europees | Overige | Overige | Totaal | Totaal |
| Seizoen        | Club              | Land           | Competitie      | Wed.       | Dlp.       | Wed.  | Dlp.  | Wed.     | Dlp.     | Wed.    | Dlp.    | Wed.   | Dlp.   |
| -------------- | ----------------- | -------------- | --------------- | ---------- | ---------- | ----- | ----- | -------- | -------- | ------- | ------- | ------ | ------ |
| 2016/17        | KAA Gent          | België         | Eerste klasse A | 0          | 0          | 0     | 0     | 0        | 0        | –       | –       | 0      | 0      |
| 2017/18        | → FC Eindhoven    | Nederland      | Eerste divisie  | 38         | 10         | 2     | 0     | –        | –        | –       | –       | 40     | 10     |
| 2018/19        | → FC Eindhoven    | Nederland      | Eerste divisie  | 36         | 8          | 1     | 0     | –        | –        | –       | –       | 37     | 8      |
| 2019/20        | Willem II         | Nederland      | Eredivisie      | 4          | 0          | 0     | 0     | –        | –        | –       | –       | 4      | 0      |
| 2020/21        | Willem II         | Nederland      | Eredivisie      | -          | -          | -     | -     | –        | –        | –       | –       | 0      | 0      |
| 2021/22        | Willem II         | Nederland      | Eredivisie      | 24         | 3          | 0     | 0     | –        | –        | –       | –       | 24     | 3      |
| 2022/23        | Willem II         | Nederland      | Eerste divisie  | 28         | 12         | 0     | 0     | –        | –        | 2       | 1       | 30     | 13     |
| 2023/24        | Union Sint-Gillis | België         | Eerste klasse A | 0          | 0          | 0     | 0     | 0        | 0        | 0       | 0       | 0      | 0      |
| Carrièretotaal | Carrièretotaal    | Carrièretotaal | Carrièretotaal  | 106        | 30         | 3     | 0     | 0        | 0        | 2       | 1       | 11     | 31     |

* Bijgewerkt t/m 9 juni 2023

## Erelijst
| Beker van België   | 1× | 2023/24 |
| Belgische Supercup | 1x | 2024    |